# Sajczyce (zniesiona osada leśna)
Sajczyce – zniesiona osada leśna w Polsce, w województwie lubelskim, w powiecie chełmskim, w gminie Chełm. 
W latach 1975–1998 osada administracyjnie należała do województwa chełmskiego.
Zniesiona z końcem 2018 r. osada leśna Sajczyce była jedną z dwóch osad leśnych o tej nazwie w tej gminie i posiadała identyfikator SIMC 0101570. Istniejąca osada leśna Sajczyce posiada SIMC 0101563.